# Conrad I Munking Kettler

Wapen Kettler / von Ketteler

Conrad I Munking Kettler de Oude (ca. 1342-1420). Hij was ridder in 1365, heer van Borghausen bij Welver an der Ahse en drost op de Burg Hovestadt. 
Hij was een zoon van Rutger II Kettler en Elisabeth Vollenspit. Conrad trouwde ca. 1365 met Sophia NN. Uit zijn huwelijk zijn de volgende kinderen geboren:
- Conrad II Munking Ketteler (ca. 1370-1423)
- Frederik Munking Ketteler (ca. 1380-1462)

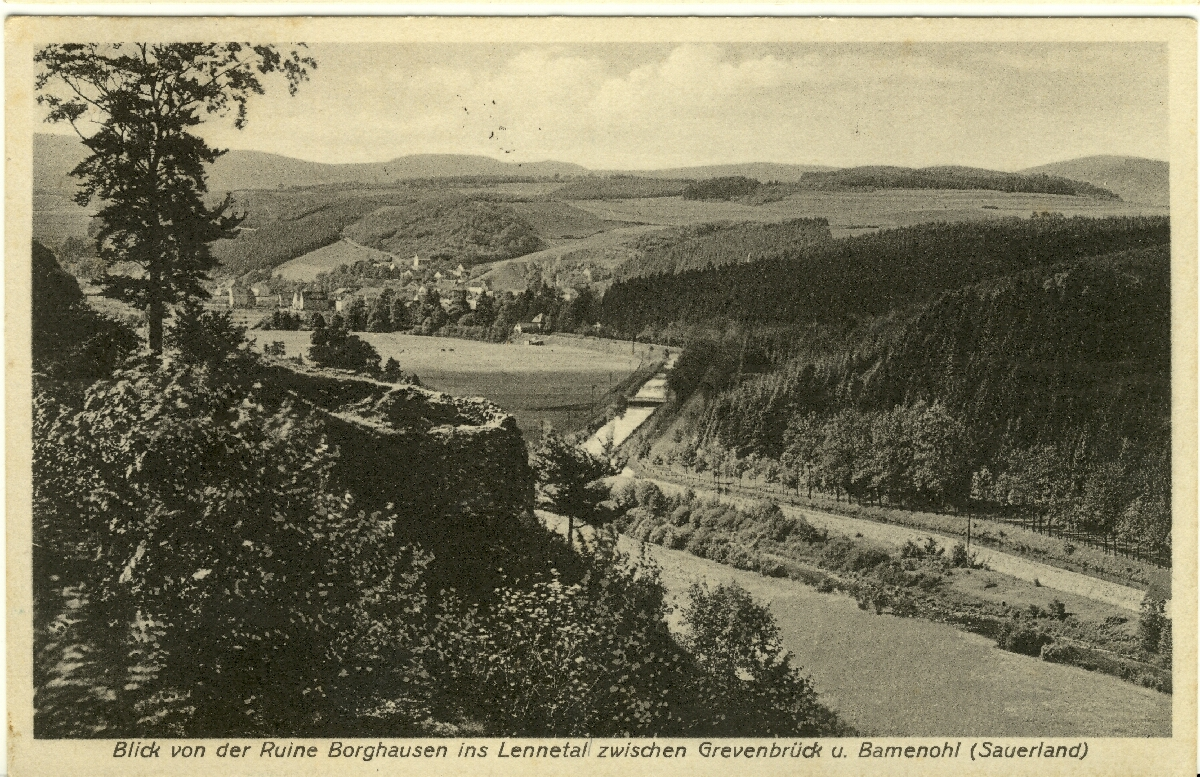
Burg Borghausen (1936)
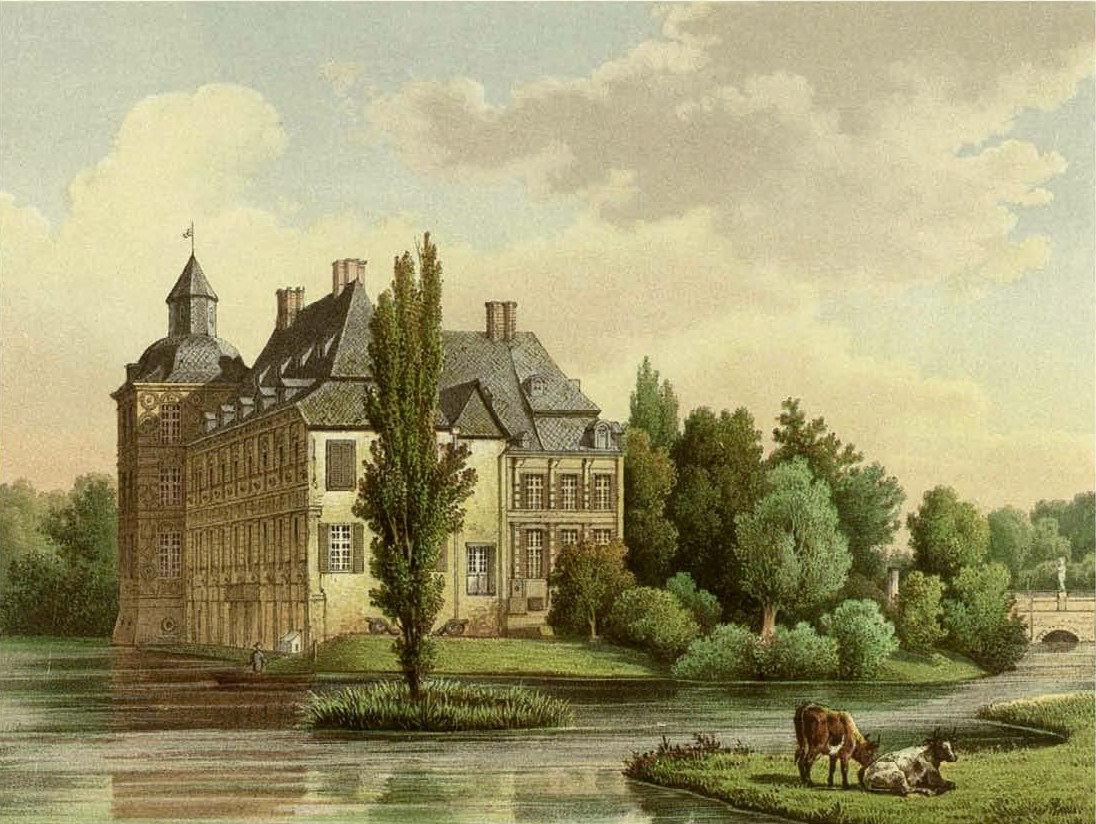
Burg Hovestadt